# حسين أباد (دلغان)
حسين أباد (بالفارسية: حسین اباد، دلگان) هي منطقة سكنية تقع في سيستان وبلوتشستان في إيران. يقدر عدد سكانها بـ 1,429 نسمة .